# Ibn Abi Oesaibia
Ibn Abi Oesaibia, getranslitereerd Ibn Abī Uṣaybiʿa, in het Arabisch ابن أبي أصيبعة (Damascus, na 1194 - Salkhad, 1270) was een Syrische arts en biograaf in de 13e eeuw. Hij schreef het meest volledige en ambitieuze overzicht van de medische geschiedenis uit de middeleeuwen. Zijn volledige naam luidde Muwaffaq ad-Dīn Abū l-ʿAbbās Aḥmad b. al-Qāsim b. Ḫalīfa b. Yūnus aš-Šiʿrī al-Ḫazraǧī (موفق الدين أبو العباس أحمد بن القاسم بن خليفة بن يونس الشعري الخزرجي).

## Leven
Ibn Abi Oesaibia, geboren na 1194 en vóór 1203, stamde uit een artsenfamilie en ging zelf ook geneeskunde studeren in Damascus. Hij werd er in de plantkunde onderwezen door Ibn al-Baitar en verbond zich aan het Noeri-ziekenhuis. Later ging hij werken in Caïro aan het Nasir-hospitaal. In 1236 trad hij in dienst van Izz ad-Din Aibak, een Turkse emir die het tot sultan van Egypte zou brengen. Ibn Abi Oesaibia vestigde zich in Salkhad en bleef er de rest van zijn leven. Rond het midden van de eeuw begon hij aan zijn levenswerk, een biografisch overzicht van artsen uit alle tijden en streken. In het boek vermeldde hij ook andere titels van zijn hand, maar die werken zijn niet overgeleverd.

## Uitgelezen beschrijvingen van de generaties van artsen
Het levenswerk van Ibn Abi Oesaibia was een biografische verzameling die een overzicht moest bieden van de geschiedenis van de geneeskunde doorheen de in zijn tijd bekende wereld. Hij noemde het boek Uitgelezen beschrijvingen van de generaties van artsen (ʿUyūn al-anbāʾ fī ṭabaqāt al-aṭibbāʾ). Het bestrijkt 1700 jaar medische praktijk, van het mythologische begin van Asklepios over Rome en India tot zijn eigen tijd. Bio-bibliografische gegevens van meer dan 432 artsen vormen de harde kern van het werk. Naast deze over het algemeen historisch betrouwbare gegevens, evalueerde hij ook de verdiensten van de artsen en gaf hij karakterschetsen, fantastische anekdotes en gedichten. Dit entertainende deel van zijn werk is literair en cultuurhistorisch waardevol.
Het boek is ingedeeld als volgt:
1. De oorsprong en eerste verschijning van de geneeskunde
2. Artsen die de rudimenten van de geneeskunde waarnamen en de praktijk ervan initieerden
3. Griekse artsen afstammend van Asklepios
4. Griekse artsen aan wie Hippokrates de geneeskunde overbracht
5. Artsen uit of na de tijd van Galenus
6. Alexandrijnse artsen en hun christelijke en andere tijdgenoten
7. Arabische en andere artsen of de vroegste islamitische tijd
8. Syrische artsen van de vroege Abbasidentijd
9. Artsen die werken over geneeskunde en andere onderwerpen vertaalden van het Grieks in het Arabisch, en hun opdrachtgevers
10. Irakese artsen en de artsen van al-Jazīrah en Diyār Bakr
11. Artsen in het land van de Perzen
12. Artsen uit India
13. Artsen die vooraanstaand waren in de westerse landen en zich daar vestigden
14. Beroemde artsen onder degene in Egypte
15. Beroemde Syrische artsen